# 서아프리카 국가 경제 공동체
서아프리카 국가 경제 공동체(영어: Economic Community of West African States, 프랑스어: Communauté économique des États de l'Afrique de l'Ouest, 포르투갈어: Comunidade Económica dos Estados da África Ocidental, 약칭 ECOWAS, CEDEAO)는 서아프리카 15개국의 경제 공동체로, 나이지리아 아부자에 본부를 두고 있다. 1975년 5월 28일에 체결된 라고스 조약을 바탕으로 설립되었다.

## 회원국
- 가나
- 감비아
- 기니
- 기니비사우
- 나이지리아
- 니제르
- 라이베리아
- 말리
- 베냉
- 부르키나파소
- 세네갈
- 시에라리온
- 카보베르데
- 코트디부아르
- 토고

## 상세
방대한 영토와 다양한 민족으로 구성되어있는 아프리카 대륙 특성 상 지역에 따라서 다양한 경제 공동체가 존재하며, 서아프리카 국가 경제공동체는 나이지리아를 포함한 15개국으로 이뤄져 있다. 최근 니제르 위기 때문에 ECOWAS의 역량이 도전받고 있다. 2027년까지 단일 화폐를 도입할 예정이다.

## 그 외 협정
2014년에 유럽연합과 경제동반자협정을 체결하였다. 2021년에는 중부아프리카경제통화공동체(ECCAS) 창설에 관한 협약을 체결하였다.

## 기타
- ECOWAS 회원국의 국민은 ECOWAS 여권을 발급 받을 수 있다.[5]
- ECOWAS와 ECCAS는 산하 기구로 다국적해양조정센터(MMCC, Multinational Maritime Coordination Center)을 설립 및 운영하고 있으며, 아프리카 인근 해협의 해적활동에 대한 예방과 방지를 목적으로 하고 있다.[6]

## 같이 보기
- 동남아프리카 공동시장
- 동아프리카 공동체
- 중앙아프리카 국가 경제 공동체
- 아프리카의 경제
- 남아프리카 개발 공동체
- 사헬 국가 동맹